# Emilie Morier (Triathletin)
Emilie Morier (* 21. März 1997) ist eine französische Triathletin und U23-Weltmeisterin auf der Triathlon-Kurzdistanz (2019).

## Werdegang
Emilie Morier kam bereits als 6-Jährige zum Triathlon.
Bei den Olympischen Jugend-Sommerspielen gewann sie im August 2014 mit der Mixed-Staffel im Triathlon die Goldmedaille. Für jeden Athleten eines Teams waren die Distanzen 250 m Schwimmen, 6,6 km Radfahren und 1,8 km Laufen. Insgesamt für das Team also 1 km Schwimmen, 26,4 km Radfahren und 7,2 km Laufen. In der Einzelwertung wurde sie Dritte.
Im Juli 2019 wurde sie in Hamburg Weltmeisterin in der Triathlonstaffel auf der Sprintdistanz zusammen mit Léo Bergere, Cassandre Beaugrand und Vincent Luis. Im August holte sich Emilie Morier beim Olympia-Testbewerb der ITU in Tokio als schnellste Französin einen Startplatz für die ebendort stattfindenden Olympischen Sommerspiele 2020.
Im August 2019 wurde die damals 22-Jährige in Lausanne U23-Weltmeisterin auf der Triathlon-Kurzdistanz. Seit der Saison 2021 ist sie auch im Straßenradsport aktiv.
Im Mai 2023 wurde Emilie Morier auf der Triathlon-Mitteldistanz Dritte im Ironman 70.3 Pays d’Aix France und 2025 wurde die 28-Jährige im Mai Dritte im Ironman 70.3 Venice-Jesolo.

## Sportliche Erfolge
| Datum/Jahr    | Rang | Wettbewerb                                         | Austragungsort | Zeit     | Bemerkung |
| ------------- | ---- | -------------------------------------------------- | -------------- | -------- | --- |
| 15. Mai 2021  | 17   | ITU World Championship Series 2021                 | Yokohama       | 01:56:53 | |
| 30. Aug. 2019 | 1    | ITU Triathlon World Championship U23               | Lausanne       | 02:04:01 | U23-Weltmeisterin auf der olympischen Kurzdistanz (1,5 km Schwimmen, 40 km Radfahren und 10 km Laufen)                                  |
| 15. Aug. 2019 | 12   | ITU World Triathlon Olympic Qualification Event    | Tokyo          | 01:42:21 | als schnellste Französin |
| 7. Juli 2019  | 1    | ITU Sprint Triathlon World Championship Mixed Team | Hamburg        | 01:20:18 | Weltmeisterin im Team – zusammen mit Léo Bergere, Cassandre Beaugrand und Vincent Luis                                                  |
| 5. Mai 2019   | 1    | ITU Triathlon World Cup                            | Madrid         | 01:02:18 | [ 3 ] |
| 3. Sep. 2017  | 3    | FRA Triathlon National Championships CD            | Quiberon       | 00:55:56 | Französische Triathlon-Staatsmeisterschaft                                                                                              |
| 7. Juni 2015  | 2    | FRA Triathlon National Championship Junior Women   | Le Mans        |          | Französische Junioren-Vizestaatsmeisterin auf der Sprintdistanz (750 m Schwimmen, 20 km Radfahren und 5 km Laufen) hinter Jeanne Lehair |
| 21. Aug. 2014 | 1    | Olympische Jugend-Sommerspiele 2014/Triathlon      | Nanjing        | 01:22:17 | Mixed Relay |

| Datum/Jahr    | Rang | Wettbewerb                       | Austragungsort      | Zeit     | Bemerkung      |
| ------------- | ---- | -------------------------------- | ------------------- | -------- | -------------- |
| 9. Okt. 2022  | 3    | Ironman 70.3 Venice-Jesolo       | Venedig             | 04:01:38 |                |
| 29. Juni 2024 | 6    | Ironman 70.3 Les Sables d’Olonne | Les Sables-d’Olonne | 04:09:25 |                |
| 18. Sep. 2023 | 3    | Ironman 70.3 Knokke-Heist        | Knokke-Heist        | 04:15:31 | Erstaustragung |
| 21. Mai 2023  | 3    | Ironman 70.3 Pays d’Aix France   | Aix-en-Provence     | 04:26:03 |                |

| Datum/Jahr    | Rang | Wettbewerb                                      | Austragungsort | Zeit | Bemerkung                             |
| ------------- | ---- | ----------------------------------------------- | -------------- | ---- | ------------------------------------- |
| 25. Apr. 2015 | 3    | ETU Duathlon European Championship Junior Women | Alcobendas     |      | Junioren-Europameisterschaft Duathlon |

(DNF – Did Not Finish)